# خالد دغريري
خالد دغريري لاعب كرة قدم سعودي، يلعب كظهير أيمن. ويلعب حالياً مع النادي الفيصلي.

## مسيرة اللاعب
لعب في النادي الفيصلي وأعير إلى نادي الجندل في عام 2023 لمدة موسم.

## روابط خارجية
- خالد دغريري على موقع قاعدة بيانات كرة القدم.إي يو (الإنجليزية)
- خالد دغريري على موقع Soccerway.com (الإنجليزية)